# ТЕС Термолі (BG)
ТЕС Термолі (BG) — колишня теплова електростанція у центральній частині Італії у регіоні Кампанія, провінція Казерта. Використовувала технологію комбінованого парогазового циклу.
Введена в експлуатацію у 1997 році, станція мала два блоки номінальною потужністю по 50 МВт. У кожному з них була встановлена одна газова турбіна, яка через котел-утилізатор живила одну парову турбіну. Окрім виробництва електроенергії, станція також постачала теплову енергію розташованому поруч заводу компанії Fiat.
Як паливо станція використовувала природний газ.
Наявні на інтерактивних картах зображення ТЕС показують, що до середини 2019-го, але не раніше літа 2016-го, вона була демонтована.
Наприкінці 2010-х виник проект використання майданчика станції для розміщення чотирьох генераторних установок потужністю по 18,7 МВт, котрі б базувались на двигунах внутрішнього згоряння та призначались для покриття пікових навантажень в енергосистемі.